# Memorial dos Governadores Republicanos da Bahia
O Memorial dos Governadores Republicanos da Bahia (MGRB), ou simplesmente Memorial dos Governadores, é uma instituição que tem o objetivo de guardar um importante acervo de peças, objetos e documentos dos governadores republicanos da Bahia. Foi fundado em 18 de setembro de 1986 e está subordinado à Fundação Pedro Calmon (FPC).
Não apenas seu acervo, mas também sua sede, o Palácio Rio Branco, é de interesse histórico, tendo testemunhado importantes momentos políticos do Brasil, como a instalação do primeiro governador-geral, Tomé de Sousa.